# Lê Thụ
Lê Thụ (tiếng Trung: 黎受; ?-1460), là một tướng lĩnh, khai quốc công thần nhà Lê sở trong lịch sử Việt Nam. Lê Thụ phục vụ dưới bốn triều vua Lê Thái Tổ, Lê Thái Tông, Lê Nhân Tông, Lê Nghi Dân, làm quan đến chức Thái úy.

## Khởi nghĩa Lam Sơn
Năm 1426, sau thất bại ở trận Tốt Động, Chúc Động, Vương Thông muốn hòa, các ngụy quan Lương Nhữ Hốt, Trần Phong, Trần An Vinh đem lời xúi giục Vương Thông. Vương Thông đổi ý, đào hào sâu, đắp lũy phòng thủ, mặt khác sai thám tử đưa thư về xin viện binh. Lê Lợi bắt được thư này, 2 bên chấm dứt thời gian hòa hoãn.
Lê Lợi chia quân đi đánh các thành, sai Lê Thụ cùng Lê Sát, Lê Lý, Lê Lãnh và Lý Triện công thành Xương Giang.
Tháng 9, năm 1427, viện binh quân Minh kéo sang Đại Việt gồm 2 đường, Tổng binh Chinh lỗ tướng quân Thái tử thái phó An Viễn hầu Liễu Thăng, Tham tướng Bảo Định bá Lương Minh, Đô đốc Thôi Tụ, Binh bộ thượng thư Lý Khánh, Công bộ thượng thư Hoàng Phúc, thổ quan Hữu bố chính sứ Nguyễn Đức Huân đem hơn 10 vạn quân và 2 vạn ngựa đánh vào cửa Pha Lũy. Chinh Nam tướng quân thái phó Kiềm quốc công Mộc Thạnh, Tham tướng Hưng An bá Từ Hanh, Tân Ninh bá Đàm Trung đem 5 vạn quân và 1 vạn ngựa đánh vào cửa Lê Hoa. Cả hai đều đã tới đầu địa giới.
Lê lợi sai Lê Sát, Lưu Nhân Chú, Lê Lãnh, Lê Thiệt cùng Lê Thụ đem 1 vạn quan, 5 thớt voi, bí mật mai phục trước ải Chi Lặng  đợi quân Minh.
Trước đó, Lê Lựu giữ cửa Pha Lũy, thấy quân Minh đến, lui về giữ cửa ải Lưu quân Minh tiến đánh, Lê Lựu lại lui về đóng ở Chi Lăng. Quân Minh áp sát uy hiếp Chi Lăng. Lê Sát và Lưu Nhân Chú mật sai Lê Lựu ra đánh rồi thua chạy, quân minh đốc suất đại quân đuổi theo, đến chỗ mai phục, cánh quân Lê Sát, Lưu Nhân Chú và Lê Lựu đổ ra đánh, quân Minh thua to, Liễu Thăng bị chém ở núi Mã Yên.
Ngày 25, Lê Lợi lại sai Lê Lý và Lê Văn An đem 3 vạn quân tiếp đến ải núi Mã Yên. Lê Sát và Lưu Nhân Chú chỉ huy các quân tung hết binh sĩ ra đánh giặc, chém Bảo Định bá Lương Minh tại trận.
Ngày 28, Lý Khánh chết. Thôi Tụ và Hoàng Phúc dẫn quân miễn cưỡng tiến lên. Lưu Nhân Chú lại đánh bại bọn chúng, chém được hơn 2 vạn thủ cấp, bắt được lừa ngựa, trâu bò, quân tư khí giới nhiều không kể xiết.
Mùa đông, tháng 10, vua sai Lê Lý và Lê Văn An đem 3 vạn quân bao vây bốn mặt, lại dựng rào lũy ở tả ngạn sông Xương Giang để ngăn chặn. Thôi Tụ không còn mưu kế gì khác, đành phải đắp lũy giữa cánh đồng để tự vệ. Thôi Tụ đường cùng xin hòa, Lê Lợi không chấp thuận.
Lê Lợi sai Trần Nguyên Hãn cắt đường vận lương, sai Phạm Vấn, Lê Khôi đem 3 nghìn quân Thiết đột, 4 voi cùng với cánh quân Lê Sát, Lưu Nhân Chú, Lê Văn An tấn công. Ngày 15, quân Minh đại bại, bị chém 5 vạn người, Thôi Tụ, Hoàng Phúc bị bắt sống, 3 vạn người bị bắt. Nghĩa quân Lam Sơn thu vũ khí ngựa chiến, vàng bạc, vải lụa nhiều không kể xiết.
Khởi nghĩa Lam Sơn kết thúc, ngày 3, tháng 5, năm 1429, Lê Lợi ban biển ngạch công thần cho 93 viên, Lê Thụ được ban tước Huyện hầu.

## Tham dự triều chính

### Triều vua Lê Thái Tông
Tháng 7, năm 1437 đời vua Lê Thái Tông, sau khi bãi chức tước của Đại tư đồ Lê sát, vua ban lời chiếu:
| “                         | "Lê Sát tội không thể dung thứ, đáng phải chém để rao, nhưng trẫm tha không cho giết. Duy Đặng Đắc là kẻ bày mưu cho Sát, định hại xã tắc thì phải chém bêu đầu. Nguyễn Gia Nô vì biết chuyện lại không tố cáo thì phải đày ra châu xa. Còn bọn Lê Văn Linh, Lê Lĩnh, Lê Thụ, Lê Ê, Lê Hiệu, đều phải xử phạt theo pháp luật, có ân xá cũng không được hưởng. Lê Bang vì là con rể của Sát, tự tiện ra vào nhà Sát, cho đày ra châu xa". | ” |
| — Đại Việt sử ký toàn thư | |   |

Tháng 8, năm 1437, lấy Thái giám tham tri chính sự Trịnh Khả làm Thiếu úy. Lấy nhập nội thiếu úy tổng quản tiền dực thánh quân Lê Thụ làm Tham tri chính sự.
Cùng năm đó, nhà vua lại lấy Tham tri chính sự Lê Thận, Đỗ Đại, Nguyễn Xí, Lê Thụ làm tri từ tụng sự.
Ngày 12, tháng 8, năm 1442, sau cái chết của vua Lê Thái Tông, đại thần là Trịnh Khả, Nguyễn Xí, Lê Thụ nhận di mệnh cùng với bọn Đinh Liệt, Lê Bôi tôn Hoàng thái tử Bang Cơ lên ngôi, lúc ấy, vua mới 2 tuổi.

### Triều vua Lê Nhân Tông
Ngày 22, tháng Giêng, năm 1446, Lê Thụ lúc ấy giữ chức Nhập nội đô đốc bình chương, cùng với Nhập nội đô đốc bình chương Trịnh Khả, Nhập nội thiếu phó tham dự triều chính Lê Khắc Phục đem hơn 60 vạn quân đi đánh Chiêm Thành.
Ngày 23, quân của Lê Thụ, Trịnh Khả, Lê Khắc Phục đến xứ, Ly Giang, Đa Lang, Cổ Lũy, mở thông đường thủy, dựng thành lũy để đánh nhau với quân Chiêm, phá tan quân Chiêm, đánh thẳng đến cửa biển Thi Nại.
Mùa hạ, ngày 25, tháng 4, năm 1446, quân của Lê Thụ tiến công thành Chà Bàn phá tan quân Chiêm, bắt được chúa là Bí Cai và các phi tần, bộ thuộc, ngựa voi vũ khí, cùng các hàng tướng rồi đem quân về.
Tháng 6, năm 1448, nhóm đại thần Lê Thụ cùng dâng sớ hặc tội mình, xin vua miễn chức. Vua Lê Nhân Tông ra sắc dụ không cho.
Tháng 5, năm 1449, Lê Thụ, Trịnh Khả dâng sớ rằng:
| “                         | "Ngày xưa, vào đời thịnh trị, nếu gặp tai biến của trời thì vua tự xét mình lại, đại thần nhận tội cùng lòng kinh sợ để mong dẹp yên tai biến của trời. Kính nghĩ khoảng năm Thuận Thiên thường được mùa luôn, cho đến các năm Thiệu Bình, Đại Bảo, điểm tốt có nhiều. Bệ hạ chưa tự mình trông coi chính sự, cũng không có lầm lỗi gì, thế mà lụt lội, hạn hán liên tiếp xảy ra, tai dị luôn luôn xuất hiện. Hẳn là bọn thần không biết thể lòng thương yêu muôn dân, chăm sóc vạn vật của bệ hạ, điều hòa trái lẽ như lời chiếu đã nói. Cúi xin Thánh Từ đòi bọn thần tới Chính sự đường hỏi bọn thần về việc quân, việc nước, việc gì nên làm, việc gì nên bỏ, cốt ở thực hành, không nên chỉ chuộng hư văn" | ” |
| — Đại Việt sử ký toàn thư | |   |

Năm 1452, mùa hạ, tháng 4, bắt giam Thái úy Lê Thụ vì tội để con trai là Lê Thị làm bùa chú yểm đất cát.
Tháng 6, năm 1456, Lê Thụ được tha khỏi ngục.

### Triều vua Lê Nghi Dân
Năm 1460, Lê Nghi Dân giết vua Lê Nhân Tông. Nghi Dân tự lập làm Hoàng đế. Lê Thụ cùng với các đại thần Lê Ê, Đỗ Bí, Lê Ngang làm binh biến, nhưng việc bị phát hiện, tất cả đều bị giết chết. Cùng năm ấy nhóm đại thần Nguyễn Xí làm binh biến lật đổ Lê Nghi Dân. Nguyễn Xí tâu thăng các quan công thần tại chức hay đã chết, được ban quốc tính hay không được ban, cùng số con trai của họ chưa được thăng bổ, vua Lê Thánh Tông ra chiếu rằng:
| “                         | Đã xem hết tờ tâu, trong ấy có xin cho bọn Lê Ê, Lê Thụ, Đỗ Bí, Lê Ngang theo như lệ công thần đã mất, nhưng câu ấy còn có thể bẻ lại được, là vì khoảng năm Diên Ninh, Đỗ Bí, Lê Ê ở chức cao nhất vào hàng tể thần; Lê Ngang, Lê Thụ tay cầm cấm quân, giữ việc an nguy, đáng lẽ phải dẹp yên giặc loạn, chuyển nguy thành an mới phải, thế mà chỉ biết sắp gà vào trong nồi mà để cá kình lọt ra ngoài lưới. Đến sau mưu việc không kín, đến nỗi phải phơi thây ở bên đường. Đó lại thêm một tội khác trong các tội của bọn Bí, Ngang, có khác gì tội giết vua của Triệu Thuẫn ngày xưa, sao được để cùng với những công thần đã mất? | ” |
| — Đại Việt sử ký toàn thư | |   |

.